# Mansour Osanlou
Mansour Osanlou (Teheran, 24 febbraio 1960) è un sindacalista iraniano, imprigionato dalle autorità iraniane.

## Biografia
Tra i principali esponenti del Sindacato dei lavoratori degli autobus di Teheran, dal 22 dicembre 2005 al 9 agosto 2006 è incarcerato nella prigione di Evin (liberato dopo il pagamento di una cauzione di 150 milioni di toman).
Nel gennaio 2006 un migliaio di lavoratori iscritti al sindacato vengono arrestati in seguito a uno sciopero di un giorno (tra cui di nuovo Osanlou) e 46 di loro verranno licenziati dalle compagnie di trasporto pubblico per cui lavoravano.
Il 10 luglio 2007 intorno alle 19:00 viene rapito mentre terminava il suo turno alla guida di un autobus della Vahed Company.
Secondo i testimoni, gli assalitori di Mr. Osanloo lo picchiarono selvaggiamente, e continuarono a picchiarlo mentre lo portavano via in una Peugeot grigia metallica.
Nell'ottobre 2007 Osanlou viene condannato a cinque anni di prigione con l'accusa di aver messo in pericolo la sicurezza nazionale dell'Iran e di aver criticato il regime. Per la Confederazione sindacale internazionale la vera ragione per cui è stato arrestato è la sua adesione a un sindacato indipendente non controllato dal governo.
Delegati del Parlamento europeo hanno incontrato la moglie di Mansour e chiesta l'immediata scarcerazione.
Viene scarcerato nel giugno 2011.